# Petar Bogdan
Petar Bogdan Bakschitsch oder Bakschew (bulgarisch Петър Богдан Бакшич) (* 1601 in Tschiprowzi, Osmanisches Reich als Bogdan Bakschew (bulgarisch Богдан Бакшев); † 1674 ebenda) war ein bulgarischer katholischer Erzbischof, Historiker, Kustos im Franziskanerorden, Schlüsselfigur der bulgarischen Befreiungsbewegung und Aufklärer während der Bulgarischen Wiedergeburt.
Petar Bogdan errichtete die Bulgarische Katholische Eparchie wieder und war einer der Organisatoren des Tschiprowzi-Aufstandes gegen die osmanische Herrschaft, das jedoch erst nach seinem Tod ausbrach. Man nimmt an, dass er die älteste Geschichte Bulgariens verfasste (Rom 1638, ital.), lange vor Païssi von Hilandars Slawobulgarische Geschichte.
Nach ihm ist seit 2006 der Gebirgskamm Bakshev Ridge auf Rugged Island in der Antarktis benannt.

## Leben
Bogdan wurde 1601 in Tschiprowzi im damaligen Osmanisches Reich in einer Handwerkerfamilie geboren. Bogdan ist sein Geburtsname und Peter ist sein Ordensname, den er bei seinem Eintritt in den Franziskanerorden erhielt. Er unterzeichnete jedoch fast immer mit Vor- und Ordensnamen als Peter Bogdan oder mit der lateinische Übersetzung des bulgarischen Bogdan, Deodatus.
1612 wurde Petar Bogdan Novize im Franziskanerkloster in Tschiprowzi, wo er die Aufmerksamkeit des Bischofs Peter Solinat auf sich zog. Ab 1618 studierte er am Franziskanerkloster San Francesco in Ancona, Italien. 1622 wurde er zum Priester geweiht und war unter Peter Solinat als Vikar tätig. Ab 1623 setzte er seine Ausbildung am Collegio Clementino in Rom fort, die er 1627 abschloss. Nach einem kurzen Aufenthalt in Tschiprowzi schickte der örtlicher Bischof Ilija Marinow Peter Bogdan bis 1630 zu einem weiteren Studium nach Italien. Petar Bogdan sprach Lateinisch, Italienisch, Griechisch, Kroatisch, Serbisch, Russisch, Walachisch, Türkisch.
Auf dem Kapitel der bulgarischen Franziskaner-Kustodie 1630 in Tschiprowzi wurde Peter Bogdan zum Kustos (Oberer der Kustodie) gewählt. Zu dieser Zeit übersetzte er in seiner Heimatstadt und druckte 1638 in Rom sein erstes Buch. 1637 wurde er Generalvikar von Ilija Marinow und ein Jahr später Erzbischof von Gallipoli.

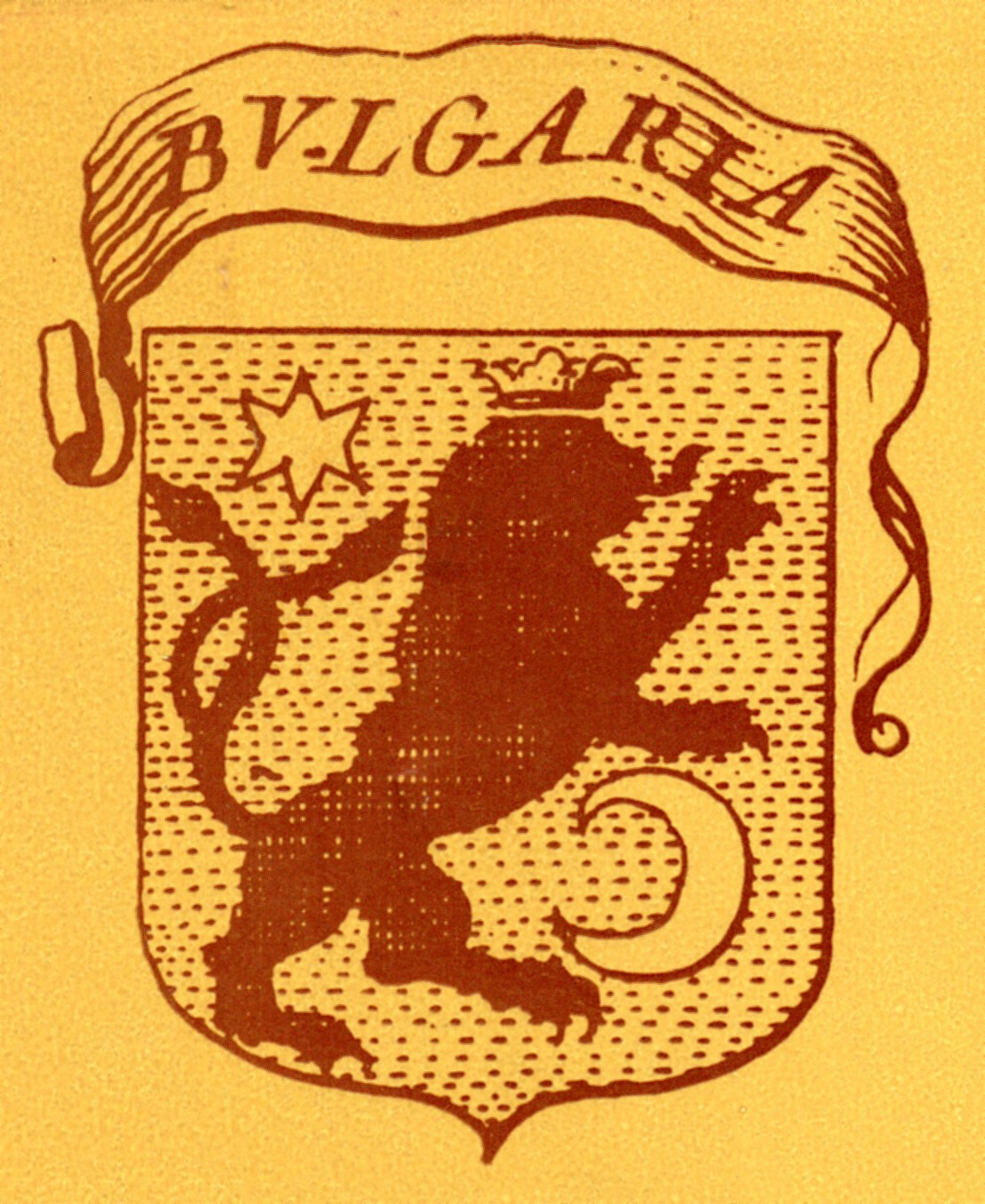
Das von Petar Bogdan vorgeschlagene Wappen Bulgariens

1640 verfasste Petar Bogdan einen Bericht für Papst Urban VIII. über den Zustand der bulgarischen Länder unter Osmanischer Herrschaft. Am 17. Juli 1641 trat er an die Stelle des verstorbenen katholischen Bischofs von Serdica (heute Sofia), Ilija Marinow, und wurde gleichzeitig Apostolischer Vikar für die Walachei und Moldawien. 1642 gelang es ihm dem Vatikan zu überzeugen und die Diözese Sofia wurde zum Erzbistum erhoben und er selbst der erste katholische Erzbischof von Sofia. Das Erzbistum war für alle Katholiken in Bulgarien, der Walachei und Moldawien innerhalb des Osmanischen Reiches zuständig. Im selben Jahr veröffentlichte er ein neues übersetztes Buch mit Geschichten über das Leben der Muttergottes: Der himmlische Schatz der Jungfrau Maria, der Mutter Gottes (Bulg. Благосъкровище небесно).
Aufgrund der wachsenden Struktur der katholischen Kirche in Bulgarien schlug Peter Bogdan 1643 dem Vatikan vor, dass die Kongregation zur Verbreitung des Glaubens die Gebiete Zentral- und Nordostbulgariens vom Erzbistum Sofia zu trennen.
Um die Mitte des 17. Jahrhunderts entstand unter Notabeln von Tschiprowzi nach und nach die Idee, den katholischen Glauben für die Aufklärung und Unabhängigkeit des bulgarischen Volkes zu nutzen. Im Wesentlichen sollte der katholischen Westen das Bulgarische Volk, welches im Osmanischen Reich im von Griechen dominierenden Orthodoxen Millet zusammengefasst war, als eigenständiges Volk anerkennen und auf dessen Basis der bulgarische Staat wiederhergestellt werden (siehe Geschichte Bulgariens#Zweites Bulgarisches Reich). Somit können diese Ideen als ein Vorbote der bulgarischen nationalen Wiedergeburt angesehen werden und genauer gesagt des sogenannten „Bulgarischen Erwachens“. Peter Bogdan besuchte in diesem Zusammenhang zusammen mit Bischof Petar Parchevich und Francesco Soimirovich eine Reihe von europäischen Herrschern, um sie für die Anerkennung der Bulgaren zu gewinnen sowie um ein christliches Militärbündnis gegen die Osmanen zu gründen, das zur Befreiung Bulgariens führen sollte.
1644 reiste Peter Bogdan in die walachische Hauptstadt Târgoviște und traf sich mit Fürst Matei Basarab. Weiter Reisen sind zu den Königen von Polen-Litauen Sigismund III. Wasa und Władysław IV. Wasa und Kaiser Ferdinand II. bekannt. Ende 1649 war er zusammen mit dem Tschiprowzi-Fürsten Francesco Markanic und weitere erneut in Targovishte, woraufhin Bischof Petar Parchevich auf diplomatischer Mission auf der Suche nach Verbündeten gegen das Osmanische Reich geschickt wurde. Im darauffolgenden Jahr war Petar Bogdan in Italien, wo er Parcevic in Ancona traf. 1655 traf sich Petar Bogdan mit dem serbischen Patriarchen Gabriel I. und später mit dem orthodoxen Metropoliten von Sofia Meletius zusammen, die ihn vor den osmanischen Behörden des Verrats gegen den osmanischen Staat beschuldigten. Peter Bogdan wurde daraufhin gefangen genommen, konnte aber mit Hilfe von Bestechungsgeldern einer Bestrafung entgehen.
Peter Bogdan starb in den ersten Tagen des Septembers 1674. Er ist im Altar der von ihm gebauten und geweihten Kirche „St. Maria“ in Tschiprowzi begraben.

## Werke

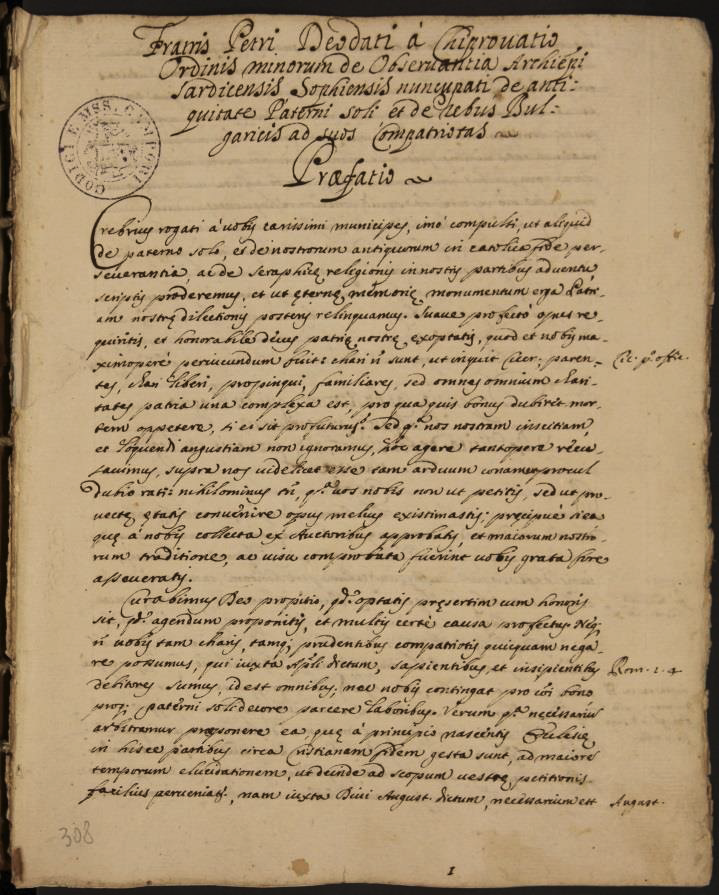
Titelblatt der von Petar Bogdan 1667 verfassten Geschichte Bulgariens mit dem Titel De antiquitate Patrerni soli, et de rebus Bulgaricis

Heute sind von Petar Bogdan neben der Geschichte Bulgariens, sieben Berichte, diverse Briefe und andere Dokumente bekannt, die alle handschriftlich hauptsächlich in Italienisch oder Latein verfasst wurden. Sie zeigen sein Interesse und Kenntnisse an Archäologie, Geographie, Kartographie, Wirtschaft und andere Wissenschaftliche Bereiche. Bis in den späten 1990er Jahre waren jedoch von ihn nur Teil seiner Berichte und Briefen an den Vatikan bekannt. Seine gedruckten Werke und Daten zu erhaltenen Kopien seiner Bücher wurden von der Forscherin Lilija Iliewa, Professorin für Allgemeine und Vergleichende Linguistik, veröffentlicht.
- De antiquitate Patrerni soli, et de rebus Bulgaricis (zu Dt. Über die Antike des Vaterlandes und die bulgarischen Angelegenheiten, Bulg. За древността на бащината земя и за българските дела, ISBN 978-954-07-5045-3) ist eine 1667 herausgegebene, Geschichte Bulgariens. Dies ist das früheste bekannte historiographische Werk über die Geschichte Bulgariens, welche die Geschichte Bulgariens des katholischen Pater Blasius Kleiner (1761) und die Slawobulgarische Geschichte von Paisii Hilendarski (1762) um etwa ein Jahrhundert vorausgeht.

1979 entdeckte Boschidar Dimitrow während eines Forscheraufenthalts im Archiv von Vatikan eine Abschrift des Werks von Bogdan. In dem 9-seitiger Manuskript beschreibt der kroatische Priester und Philologe Ivan Paštrić auf Italienisch, dass ihm ein Werk von Petar Bogdan zur Bearbeitung gegeben wurde. Dieses Manuskript soll als Vorwort betrachtet werden und beinhaltet drei Kapitel, den Beginn des vierten Kapitels des historischen Werkes von Peter Bogdan sowie Anmerkungen zu verschiedenen Kapiteln des Originaltextes, der ihm zur Bearbeitung vorgelegten zwanzig Kapitel.
Ein Manuskript der Geschichte Bulgariens von Peter Bogdan auf 200 Seiten und 70 Kapitel mit dem Titel Fratris Petri Deodati à Chiprovatio Ordinis minorum de Observantia Archepi[scopi] Sardicensis Sophiensis nuncipati de antiquitate Patrerni soli, et de rebus Bulgaricis ad suos Compatriotas., wurde erst 2017 von Lilija Iliewa in der Bibliothek der Universität Modena entdeckt. Das Traktat ist Teil der Giuseppe-Campori-Sammlung dort.
- Die zwei Tode des Menschen, Rom, 1638 (Od dvostruke smrti. Sloga). Blagoewgrad, 2020 (Faksimile-Ausgabe, Übersetzung ins Bulgarische von Lilkja Iliewa), ISBN 978-954-00-0216-3.
- Der himmlische Schatz der Jungfrau Maria, der Mutter Gottes, Rom, 1643, (Faksimile-Ausgabe), Blagoewgrad-Dubrovnik. Verlag Znanstvena knjižnica Universität Dubrovnik sowie Universitätsverlag „Neofit Rilski“. Vorwort in Kroatisch, Englisch und Bulgarisch von Ingrid Pavličević und Lilija Iliewa, ISBN 978-954-00-0240-8
- Beschreibung des bulgarischen Königreichs (1640)
- Mit den Büchern Geschichte von Serbien, Geschichte von Ohrid, Geschichte von Sofia, Geschichte des Bistums von Prizren versuchte er die ethnischen und politischen Grenzen Bulgariens in Südosteuropa zu skizzieren und zu verteidigen. Rund zwei Jahrhunderten später, wurden diese 1870 mit dem Ferman des osmanischen Sultans zur Bildung des bulgarischen Exarchats in etwa bestätigt.